# Carl Chassot de Florencourt
 (janvier 2025).
Carl Chassot de Florencourt, né le 2 janvier 1756 à Brunswick (Basse-Saxe) et mort le 14 juin 1790, est un caméraliste du duché de Brunswick. Il écrit à propos de sujets de mathématiques et d'économie. Il est également un naturaliste qui collectionne des spécimens d’insectes.

## Biographie
Chassot de Florencourt nait à Brunswick de Nicolaus Antonius Florencourt qui travaille comme secrétaire forestier pour le Duché de Brunswick, et de son épouse Johanna Henriette Sophie (née Roehl). Il se forme au Collegium Carolinum où il entre en 1775 et il étudie les mathématiques à l'Université de Göttingen à partir de 1777. Il travaille ensuite dans les mines et la sylviculture et est nommé en 1780 professeur de philosophie à l'Université de Göttingen. En 1781, il voyage à travers l'Europe avec l'étudiant en droit Jakob Georg von Berg. En 1783, il est nommé conseiller de chambre dans les montagnes du Harz, chargé de superviser l'activité minière. En 1785, il publie sur l'exploitation minière du passé dans Über die Bergwerke der Alten.
Il fait la collecte de coléoptères dans la région de Göttingen. Un ouvrage sur l'entomologie est publié à titre posthume en 1796. Dans cet ouvrage, il décrit le coléoptère Coccinella testudo.
Son plus célèbre travail porte sur l'économie, où il élabore les mathématiques de l'amortissement.

## Œuvres
- 1781 : Abhandlungen aus der juristischen und politischen Rechenkunst, nebst einer einer Vorrede Herrn Hofrath Kästners
- 1785 : Bergrath Correspondent der K. Soc.d. W. zu Göttingen, … über die Bergwerke der Alten
- 1796 : Verzeichniß der Insekten Göttingischer Gegend vom seeligen Cammerrath von Florencout Blankenburg. Dans : Friedrich Albrecht Anton Meyer (éd.), Zoologisches Archiv, 1, Dyckische Buchhandlung, Leipzig, p. 197-244.